# Temperatuurstijging in het noordpoolgebied

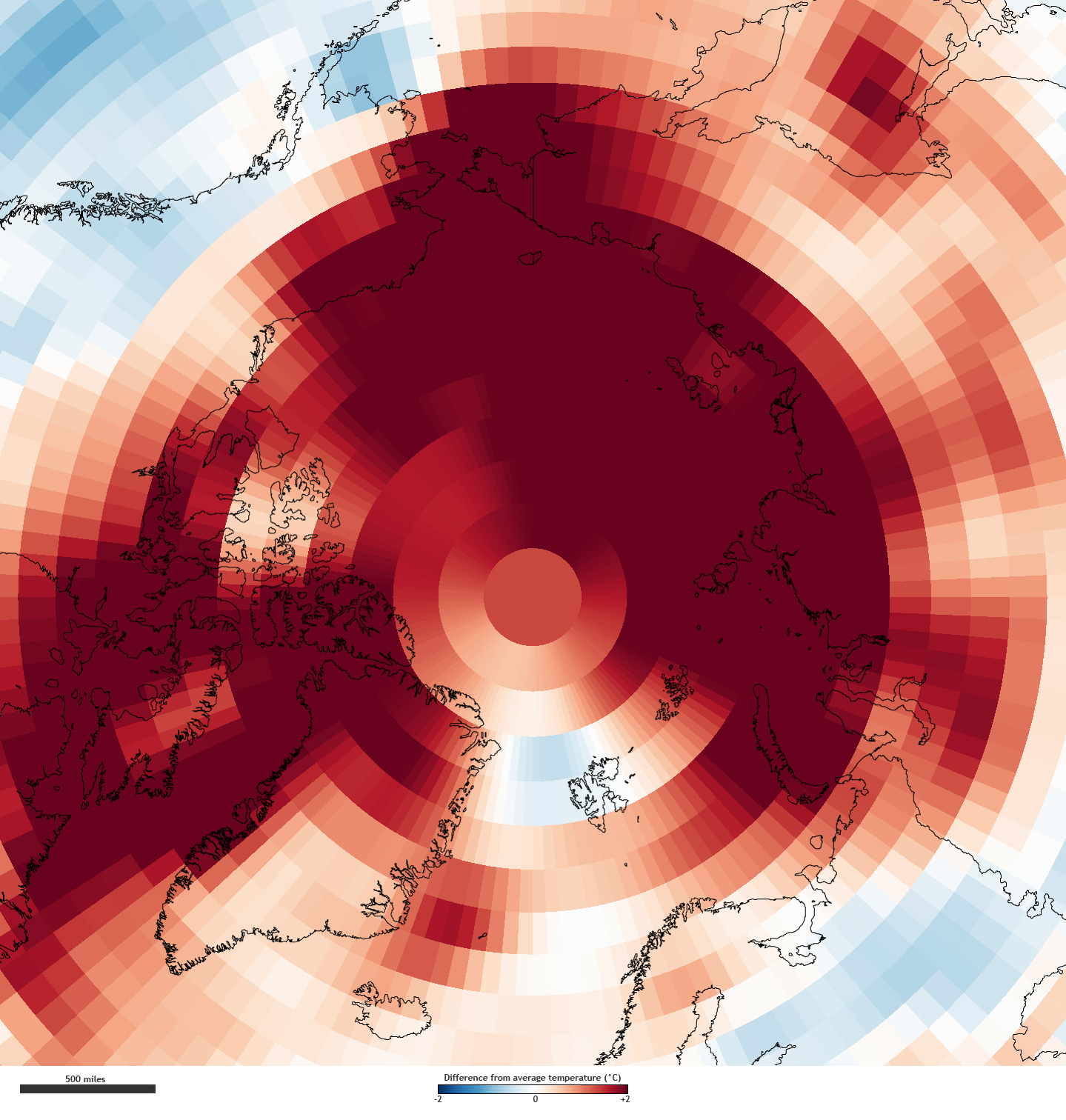
Het kaartje laat zien waar de luchttemperaturen (oktober 2010 – september 2011) meer dan 2 graden Celsius boven (rood) of onder (blauw) het langetermijngemiddelde (1981–2010) lagen.

Onder de temperatuurstijging in het noordpoolgebied verstaan we de situatie van frequent bovennormale temperaturen, vergeleken met langjarige gemiddelden. Een beeld hiervan kan worden verkregen uit de waarnemingen van meteorologen. Binnen de noordpoolcirkel bevinden zich al dan niet automatische meetstations, met name in de bewoonde gebieden maar ook noordelijker. Door de ijs-albedo-terugkoppeling gaat de opwarming van ijsrijke gebieden zoals de Noordpool sneller dan het mondiale gemiddelde. Door het smelten van sneeuw en ijs bij hogere temperaturen neemt de albedo van de aarde af, met als gevolg dat er minder zonnestraling gereflecteerd wordt. Een open poolzee absorbeert meer zonnewarmte dan een met ijs bedekte zee, die juist veel terugkaatst. Dit versterkt een eenmaal ingezette temperatuurstijging. Dit verschijnsel staat algemeen bekend als polaire amplificatie; specifiek met betrekking tot de Noordpool spreekt men van "arctische" amplificatie.

## Opwarming
De opwarming begon reeds in de 19e eeuw na de industriële revolutie en laat een versnelling zien in het laatste deel van de 20e eeuw. De temperatuurstijging in het noordpoolgebied is daarbij sterker dan de gemiddelde stijging over de hele aarde. Over 2015 bijvoorbeeld was de temperatuur gemiddeld over de aarde ruim 1 °C hoger dan in de laatste decennia van de 19e eeuw. Op de landmassa`s van het poolgebied wordt echter een temperatuurstijging van 2,8 °C geconstateerd.
De temperatuur van het zeewater in de Noordelijke IJszee varieerde in 2015 van rond normaal tot 8 °C boven normaal, afhankelijk van de regio. De specifieke gegevens van weerstations tonen van deze temperatuurstijging een concreet beeld. Op de temperatuurafwijkingen in onderstaande tabellen van drie waarnemingsposten in het poolgebied is geen statistische analyse toegepast. Daarvoor is de tijdreeks nog wat te kort. De cijfers lijken echter een duidelijke taal te spreken.
De metingen laten zien dat de temperaturen grotendeels, 9 tot 12 maanden per jaar, boven het langjarig gemiddelde liggen. De afwijking naar boven in te warme maanden is daarbij ook aanzienlijk groter dan die naar beneden in te koude maanden. Het jaargemiddelde ligt (vanaf 2010 maar mogelijk langer) steeds boven normaal.

### Ostrov Vize
Afwijking van de gemiddelde maandtemperaturen in °C op Ostrov Vize, een eilandje op 79,5° NB in de Noordelijke IJszee ten NO van Nova Zembla en 1200 km van de geografische noordpool. Opvallend zijn de kleine afwijkingen in de zomermaanden, het omringend zeewater met eventuele ijsvelden lijkt grote afwijkingen te beletten.
| jaar/maand | jan   | feb   | mrt   | apr  | mei  | jun  | jul  | aug  | sep  | okt  | nov   | dec   | jaar |
| ---------- | ----- | ----- | ----- | ---- | ---- | ---- | ---- | ---- | ---- | ---- | ----- | ----- | ---- |
| 2010       | +7,5  | +6,9  | +3,8  | +4,8 | +2,9 | +0,6 | -0,3 | +0,7 | +1,4 | +8,1 | +3,8  | -1,1  | +3,3 |
| 2011       | +3,6  | +4,4  | +8,3  | +5,9 | +2,3 | +1,6 | +0,3 | +0,2 | +2,6 | +7,0 | +6,5  | +14,7 | +4,8 |
| 2012       | +13,7 | +14,4 | +11,9 | +7,3 | +1,6 | +0,9 | +1,6 | +2,1 | +4,5 | +8,9 | +11,7 | +9,3  | +7,3 |
| 2013       | +1,4  | +0,9  | -1,0  | +2,7 | +2,9 | -0,5 | 0,0  | +2,2 | +2,9 | +4,1 | +7,0  | +3,7  | +2,2 |
| 2014       | +0,4  | +9,2  | +9,0  | +1,5 | +2,0 | -0,5 | -0,4 | +0,1 | +1,9 | +4,6 | -0,6  | +5,4  | +2,7 |
| 2015       | -0,3  | +2,9  | +4,9  | +8,3 | -0,3 | +1,4 | +0,6 | +2,0 | +2,7 | +6,0 | +12,4 | +7,9  | +4,0 |
| 2016       | +14,8 | +9,9  | +9,0  | +6,2 | +1,9 | +0,9 | +1,9 | +1,4 | +4,3 | +8,9 | +14,3 | +10,8 | +7,0 |

Maandrecords zijn vet weergegeven. Ter vergelijking: de recordwarme december 2015 in Nederland was 5,6 °C boven normaal.

### Ostrov Dikson
Afwijking van de gemiddelde maandtemperaturen in °C op Ostrov Dikson, een eilandje in de Noordelijke IJszee op 74°NB voor de kust bij Dikson in Noordwest-Siberië.
| jaar/maand | jan  | feb   | mrt  | apr  | mei  | jun  | jul  | aug  | sep  | okt  | nov  | dec   | jaar |
| ---------- | ---- | ----- | ---- | ---- | ---- | ---- | ---- | ---- | ---- | ---- | ---- | ----- | ---- |
| 2010       | +4,1 | -4,7  | +3,0 | +4,9 | +1,8 | +1,0 | -0,6 | +0,7 | +0,4 | +4,4 | +2,7 | -0,3  | +1,5 |
| 2011       | +2,4 | +1,1  | +7,8 | +6,1 | +2,9 | +3,2 | +1,1 | -1,3 | +2,9 | +4,6 | +3,8 | +10,4 | +3,8 |
| 2012       | +7,4 | +12,1 | +3,3 | +4,4 | +1,3 | +3,3 | +3,8 | +0,9 | +2,6 | +2,2 | +3,0 | +5,8  | +4,2 |
| 2013       | -1,8 | +2,4  | -6,2 | +2,6 | +2,7 | -0,1 | +2,4 | +0,9 | +0,6 | +1,2 | +0,7 | -0,2  | +0,4 |
| 2014       | -4,7 | +1,4  | +7,9 | +3,4 | +2,3 | +0,1 | -2,1 | -2,0 | -0,3 | +1,1 | -2,1 | +4,5  | +0,8 |
| 2015       | -3,0 | -1,0  | +3,1 | +7,7 | +3,1 | +3,5 | +3,0 | -1,5 | +1,6 | +1,4 | +3,6 | +5,7  | +2,3 |
| 2016       | +7,3 | +9,1  | +4,8 | +8,0 | +2,3 | +3,3 | +5,0 | +2,5 | +5,6 | +6,7 | -1,0 | -7,7  | +3,8 |

### Tiksi
Afwijking van de gemiddelde maandtemperaturen in °C in Tiksi op 72°NB in Noordoost-Siberië aan de kust van de Noordelijke IJszee.
| jaar/maand | jan  | feb  | mrt  | apr  | mei  | jun  | jul  | aug  | sep  | okt  | nov  | dec  | jaar |
| ---------- | ---- | ---- | ---- | ---- | ---- | ---- | ---- | ---- | ---- | ---- | ---- | ---- | ---- |
| 2010       | +3,2 | -3,1 | -1,0 | +3,5 | +2,6 | +1,3 | +5,4 | +3,4 | +1,6 | +0,6 | +7,5 | -0,2 | +2,1 |
| 2011       | +3,6 | -1,1 | +7,7 | +7,6 | +0,9 | -0,8 | +3,1 | +1,8 | 0,0  | +2,9 | +3,0 | +3,2 | +2,7 |
| 2012       | +1,1 | +1,6 | -5,1 | -1,9 | +3,6 | +2,4 | +3,9 | +2,0 | +2,0 | +0,2 | +3,4 | 0,0  | +1,1 |
| 2013       | -3,9 | -9,5 | -4,2 | +2,9 | +3,3 | +0,2 | -1,2 | +0,3 | +0,8 | +3,0 | +5,0 | +6.3 | +0,3 |
| 2014       | -4,0 | -5,0 | +7,7 | +9,7 | +2,2 | +1,6 | +1,2 | +2,7 | +2,1 | +3,8 | -0,3 | -1,0 | +1,7 |
| 2015       | +2,5 | +4,8 | +8,0 | -0,9 | -1,7 | +0,9 | 0,0  | +1,2 | +2,1 | +2,0 | +5,6 | +0,3 | +2,1 |
| 2016       | +4,6 | -2,1 | +3,1 | +0,7 | -0,6 | +1,8 | 0,0  | +0,1 | +2,6 | +3,8 | +3,1 | -2,9 | +1,2 |

## Gevolgen

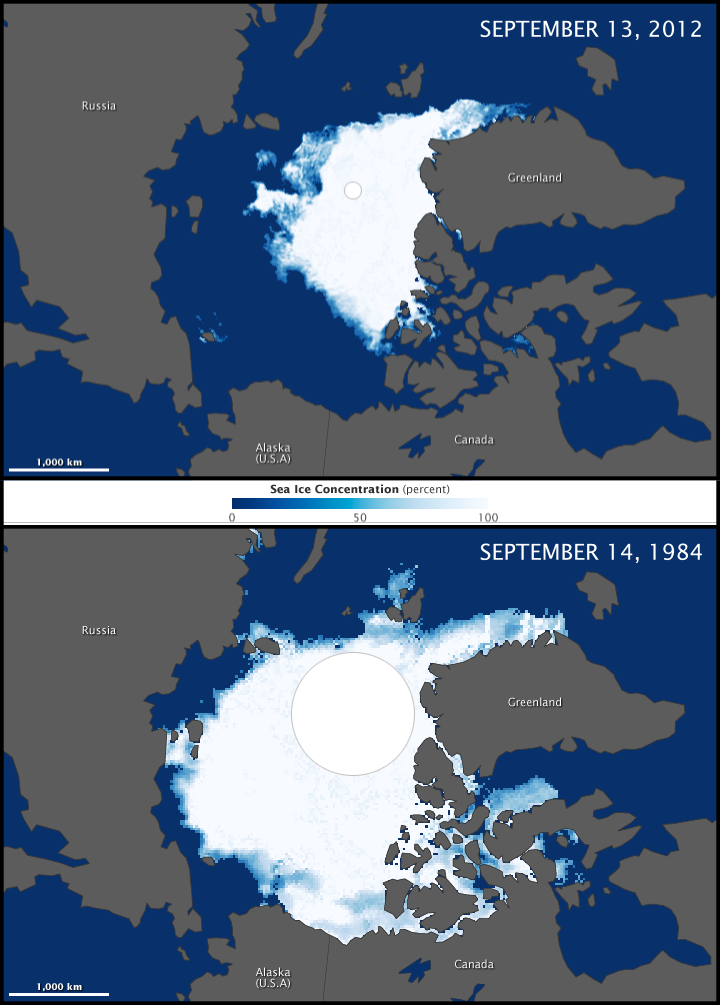
De kaartjes laten de minimale omvang van het zee-ijs zien in het jaar 2012 (boven) en 1984 (onder). In 1984 was de ijsbedekking ongeveer gemiddeld voor de periode 1979 tot 2000, en dit was dus een normaal jaar. De minimale omvang van het ijs wordt doorgaans in september bereikt.

De drie tabellen laten zien dat het jaargemiddelde voortdurend boven normaal is, zij het minder in het continentaler gelegen Tiksi. Gegevens van Thule Air Base op Noordwest-Groenland, aan de andere kant van de Noordpool, tonen over deze jaren een tamelijk vergelijkbaar beeld zij het dat 2015 daar een jaartemperatuur had die normaal was. Volgens klimaatonderzoekers is een afname van het drijfijs in de Noordelijke IJszee het gevolg van de temperatuurstijging in de laatste tientallen jaren. Tussen 1979 en 2012 is de hoeveelheid noordpoolijs zeer waarschijnlijk met 3,5 - 4,1% per 10 jaar afgenomen. De duur van de smeltperiode in het zomerhalfjaar is in die periode waarschijnlijk met 5,7 dagen per decade gegroeid. Tussen de Oost-Siberische Zee en de Beaufortzee is in dat tijdvak de ijsvrije periode bijna drie maanden langer geworden. De ijsdikte is tussen 1980 en 2008 waarschijnlijk met 1,3 tot 2,3 meter afgenomen. In de herfst van 2018 werd de afname van het ijs opnieuw door het KNMI bevestigd.
Een ander gevolg is de algemene degradatie van de oppervlakkige permafrost in de 21e eeuw. De temperatuurstijging leidt tot een mogelijk abrupte verandering in de draagkracht en de waterhuishouding van de bodem, met ingrijpende nadelige gevolgen voor de plaatselijke gemeenschappen, de ecosystemen en technische installaties.